# Lake Torpedo Boat Company
La società Lake Torpedo Boat di Bridgeport (Connecticut) fu una delle prime aziende produttrici di sommergibili per la marina degli Stati Uniti.  Fondata da Simon Lake nel 1912, la società era in competizione con la Electric Boat Company di John Philip Holland fino a quando difficoltà finanziarie condussero alla chiusura delle operazioni nel 1924.